# Handball club 200 Ans
Maillots
Actualités
Le HC 200 Ans est un club de handball, situé a Ans dans la province de Liège en Belgique, Le club évolue actuellement en D1 LFH.

## Histoire
Le HC 200 Ans fut fondé en 1976, il obtient donc le matricule 200.